# Ciruelos de Coca
Ciruelos de Coca es una localidad española situada del municipio de Coca, en la provincia de Segovia en el territorio de la Campiña Segoviana, en la comunidad autónoma de Castilla y León. En 2022 contaba con 43 habitantes y está a una distancia de 40 km de Segovia, la capital provincial.
Hasta el 16 de agosto de 1969 fue un municipio independiente.

## Historia
Ciruelos de Coca aparece en documentos escritos por primera vez en el siglo XIII, fecha en la que aparece como Ciruelos, haciendo referencia al paisaje de árboles frutales que abundaba en la zona.

### Madoz(1845-1850)

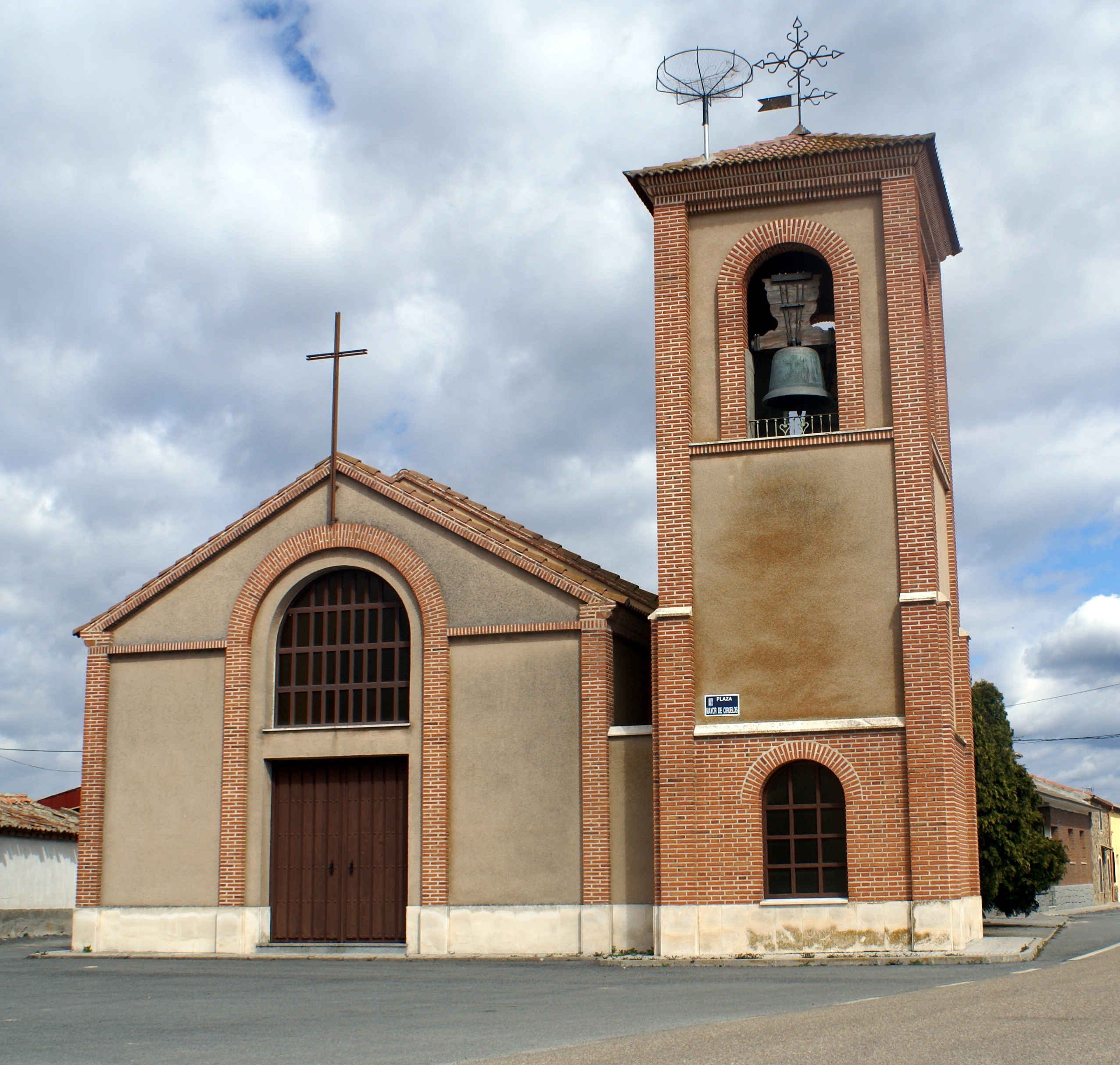
Iglesia de San Cipriano

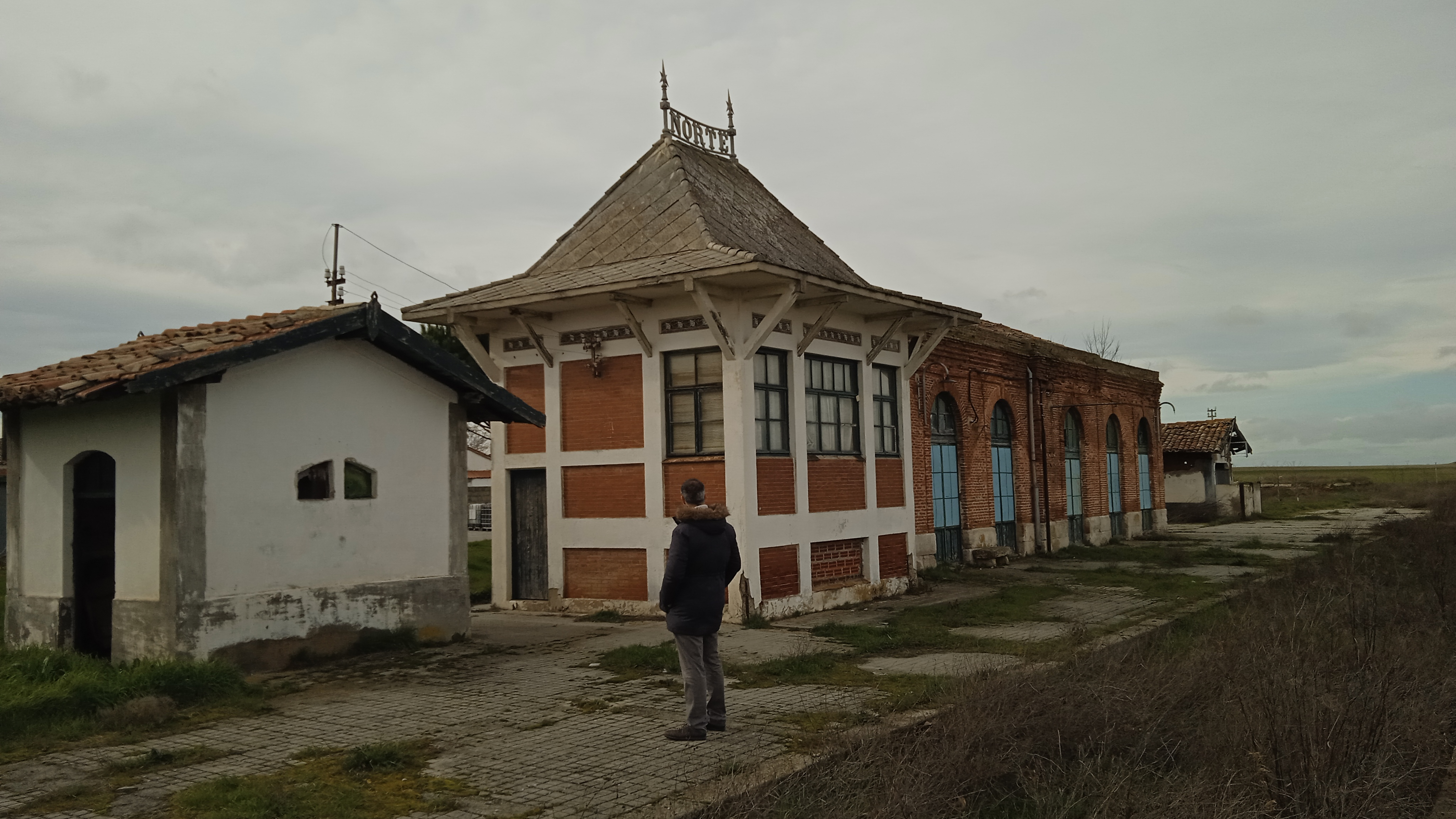
Estación de ferrocarril

CIRUELOS DE COCA: l. con ayunt. de la prov., adm. de rent. y dióc. de Segovia 8 1/2 leg ), part. jud. de Sta. María de Nieva 3/4), aud. terr. v c. g. de Madrid (23). Sit. en terreno llano, le combaten todos los vientos y su Clima es propenso a tercianas. Tiene 59 casas desiguales y de mala construcción, distribuidas en 9 calles cortas y sin empedrar; hay una plaza llamada de la Iglesia, en la que está la casa de ayuntamiento, escuela de instrucción primaria
Diccionario Madoz (1845-1850)

El 16 de agosto de 1969 fue incorporado junto con Villagonzalo de Coca al municipio de Coca y el 11 de agosto de 1970 se suprimieron los juzgados de paz de ambos.

## Geografía humana

### Demografía
| Gráfica de evolución demográfica de Ciruelos de Coca entre 1842 y 1960 |
| |
| Población de derecho según los censos de población del INE Población de hecho según los censos de población del INEEntre el censo de 1970 y el anterior, este municipio desaparece porque se integra en el municipio 40057 (Coca) |

| 140           | 136 | 228 | 331 | 281 | 103 | 96 | 89 | 84 | 78 | 71 | 63 | 55 | 53 | 47 | 43 | 43 |
| (Fuente: INE) |     |     |     |     |     |    |    |    |    |    |    |    |    |    |    |    |

## Cultura

### Patrimonio
- Iglesia de San Cipriano, en cuyo interior se halla elementos de los siglos XV y XVI, como el cáliz y la cruz;
- Ermita del Santo Cristo Balaguer, ubicada sobre un breve montículo;[7]
- Antigua estación de ferrocarril de la línea Segovia-Medina del Campo, operativa hasta 1993 y antigua base de la economía local. Hoy su antiguo recorrido ha sido rehabilitado creándose la Ruta Vía Verde Eresma.[8][9][10]
- Yacimientos romanos vinculados a la ciudad de Cauca de Castrillo-Carralavega y Las Caceras.[11]

### Fiestas
- San Cipriano, el segundo fin de semana de septiembre;[12][13] Es tradicional en esta festividad el Encierro de Bidones, en el que los mozos de la localidad recorren las calles alegremente unos bidones rellenos de piedras, a altas horas de la madrugada, provocando gran ruido.
- Santa Águeda, el 5 de febrero.

### Gastronomía
Es costumbre en la festividad de San Cipriano reunirse en la plaza para comer bollos portillanos, acompañados de orujo de hierbas.